# Laboissière-en-Santerre
Laboissière-en-Santerre är en kommun i departementet Somme i regionen Hauts-de-France i norra Frankrike. Kommunen ligger i kantonen Montdidier som tillhör arrondissementet Montdidier. År 2022 hade Laboissière-en-Santerre 138 invånare.

## Befolkningsutveckling
Antalet invånare i kommunen Laboissière-en-Santerre
| Referens: INSEE |